# Vladimir de Semir
Vladimir de Semir (Barcelona, 1948)  es periodista y profesor universitario especializado en comunicación científica y médica. En la actualidad es presidente del Consejo Asesor y del Consejo Social del Centro de Estudios Ciencia, Comunicación y Sociedad de la Universidad Pompeu Fabra de Barcelona; coordinador del área de Periodismo y Divulgación de las Ciencias del máster de Comunicación Científica, Médica y Ambiental de la Barcelona School of Management-UPF y coordinador del módulo de Periodismo científico del máster de Periodismo Barcelona-NY. 
Ha sido subdirector de La Vanguardia (1983-1997); profesor asociado de Periodismo científico de la Facultad de Comunicación de la UPF (1993-2015); director del Observatorio de la Comunicación Científica de la UPF (1994-2016); director del máster en Comunicación Científica, Médica y Ambiental de la Barcelona School of Management-UPF (1994-2017); concejal de Ciudad del Conocimiento del Ayuntamiento de Barcelona (1999-2003); y presidente de la red internacional Public Communication of Science & Technology PCST (2000-2004).
En 1994, el Consejo Superior de Investigaciones Científicas otorgó a Vladimir de Semir el Premio CSIC de Periodismo Científico “por su extraordinaria labor realizada durante 1993 y años anteriores al frente de los suplementos de Ciencia y Tecnología y de Medicina y Calidad de Vida del periódico La Vanguardia, así como por su contribución a la formación de periodistas científicos en la Universidad Pompeu Fabra y sus actividades relacionadas con el estímulo de la cultura científica”.
En 2024, el premio Prisma Especial del Jurado fue concedido a Gema Revuelta y Vladimir de Semir “por los treinta años del Máster de Comunicación Científica, Médica y Ambiental de la UPF Barcelona School of Management”. Los Prismas son una iniciativa impulsada por el Ajuntamiento de A Coruña por mediación de los Museos Científicos Coruñeses y que, desde el año 1988, contribuyen a apoyar la difusión de la cultura científica en España destacando el trabajo realizado por profesionales especializados en la comunicación, la divulgación y el periodismo científicos.

## Biografía
En 1975 se vinculó a La Vanguardia como corresponsal de Sant Cugat del Vallés y, en general, de la comarca del Vallés (Barcelona). En mayo de 1976 se incorporó a la Redacción de La Vanguardia como auxiliar de redacción en la sección de Regional, dirigida por José María Milagro (redactor jefe) y Joaquín Escudero (jefe de sección). En 1977, al crearse en la transición política española la sección de Política Catalana en La Vanguardia, pasó a formar parte con categoría de redactor de esta sección, que dirigió la periodista Margarita Sáenz Diez. A principios de los años ochenta, La Vanguardia inició un importante proceso de modernización de su sistema de producción en paralelo a un cambio generacional en diferentes ámbitos de la empresa, incluida el área periodística. En el año 1981 se había creado una comisión responsable de la reconversión tecnológica en la que estaban representados todos los departamentos de la empresa. Vladimir de Semir se incorporó en representación de la redacción al comité responsable del cambio tecnológico del diario desde el principio del proceso, una auténtica revolución tecnológica con el paso prácticamente directo de las viejas linotipias de plomo a la incorporación de un proceso informatizado basado en el sistema Atex norteamericano.

## Suplemento de Ciencia de La Vanguardia
En 1981 fue el año de la creación del Museo de la Ciencia de la Fundación ‘La Caixa’ de Barcelona, al que se incorporó rápidamente el físico Jorge Wagensberg como director. Wagensberg y De Semir habían sido compañeros desde el parvulario hasta el bachillerato elemental en la Escuela Suiza de Barcelona, se veían con cierta regularidad y precisamente con motivo de la creación del Museo de Ciencia Wagensberg le sugirió a De Semir que "La Vanguardia debería prestar especial atención a la divulgación científica, es un tema que interesa mucho a los ciudadanos... ¿Por qué no propones la creación de una sección de Ciencia?" Esta reflexión se trasladó a las conversaciones entre el periodista Luis Foix (entonces responsable de la redacción del diario) y De Semir en plena fase de reconversión y modernización del diario. De Semir estaba inmerso en el proceso de adaptación tecnológica de la empresa y había manifestado que a pesar de estar dispuesto a participar en ese proceso no deseaba desconectarse completamente de su actividad como periodista. Además hubo otro factor realmente decisivo en la creación del suplemento de Ciencia del diario. En aquella época, la edición dominical no podía absorber toda la demanda publicitaria que esperaba –previo pago, claro- ser insertada en las páginas de La Vanguardia. La única solución posible era crear un cuadernillo adicional para el domingo. El diario era en aquella época fasciculado, formado por dos, tres o más cuadernos independientes que permitían una agrupación de las diferentes secciones mucho más funcional y atractiva que la actual. El cuadernillo que se proponía se debía poder cerrar el jueves y ser impreso con antelación para que no entorpeciera el proceso de producción del diario durante el sábado en los talleres ante la importante oferta informativa y publicitaria que realizaba La Vanguardia todos los domingos. La conjunción de estos factores condujo a la decisión de crear unas páginas dominicales dedicadas a las ciencias, que incorporaran la tradicional página de Medicina que el doctor Lluís Daufí realizaba desde hacía más de 10 años.
Así nació el 10 de octubre de 1982 el primer suplemento de Ciencia de La Vanguardia. Jorge Wagensberg fue su primer colaborador externo y el aspecto más relevante es que por primera vez en la historia del diario este espacio informativo era dirigido por un periodista que formaba parte de la Redacción y no por un científico o médico que colaboraba como divulgador científico externo. Había nacido así por primera vez una sección especializada en periodismo científico. Desde un principio la filosofía de este suplemento fue que colaboraran estrechamente periodistas, científicos y médicos para complementar criterios de rigor, amenidad y actualidad.

## Subdirector de La Vanguardia
Una vez acabada la primera fase de cambio tecnológico en el diario (en 1988 se produjo la segunda con la incorporación de una nueva imprenta) y ser nombrado Francesc Noy director de La Vanguardia, el 23 de septiembre de 1983 Vladimir de Semir accedió al nuevo cargo de subdirector de Edición, desde el que se coordinaba toda la producción de la Redacción y su relación con los talleres, pero siguió manteniendo directamente la responsabilidad de la elaboración semanal de las páginas monográficas de Ciencia y Medicina que ya se habían consolidado como una oferta informativa más de La Vanguardia. Estas páginas monográficas se convirtieron en un auténtico suplemento cuando en 1989 se remodeló todo el diario con la entrada en servicio de una imprenta en color y se completó la reconversión global de La Vanguardia. Durante 15 años, desde 1982 hasta el 19 de julio de 1997 en que se dejaron de editar, los suplementos de Ciencia y de Medicina se publicaron ininterrumpidamente. En 1996, Vladimir de Semir se implicó en nuevos proyectos editoriales del Grupo Godó, como fue el lanzamiento y dirección del diario popular Eco 24 horas - diario que puede ser considerado como un precursor de la actual amplia oferta de diarios gratuitos - y la posterior creación del Departamento de Revistas del Grupo Godó, del que fue director editorial.

## Estímulo de la Cultura Científica
De 1988 a 1996 participó en la Comisión para el Estímulo de la Cultura Científica, una iniciativa política pionera promovida por el conseller de Cultura de la Generalidad de Cataluña de la época, Joan Guitart. Esta comisión desarrolló durante años un innovador y fecundo programa en favor de que la ciencia se integrara en el mundo de la cultura, hasta que el consejero fue sustituido sin que lamentablemente la comisión tuviera continuidad. Durante este período, Vladimir de Semir comenzó a trabajar en el impulso y consolidación del periodismo científico al fundar en 1990 y convertirse en el primer presidente de la Asociación Catalana de Periodismo Científico. La entidad prosigue hoy su labor rebautizada como Asociación Catalana de Comunicación Científica integrada en la World Federation of Science Journalists. En mayo de 1990, y como primera actividad importante de la asociación, se organizó en Barcelona un Simposio Internacional de Periodismo Científico, con el apoyo de la Fundación Dr. Antonio Esteve.

## Actividad divulgativa
El suplemento de Ciencia de La Vanguardia fue el aglutinador de una amplia labor divulgativa del periodista Vladimir de Semir, que ha llegado hasta el presente. Las iniciales páginas dominicales tuvieron una amplia repercusión entre el mundo científico de Cataluña y España, ya que por primera vez científicos y científicas de las universidades y centros de investigación de toda España podían colaborar de forma amplia con sus artículos. Las tres o cuatro páginas de los primeros tiempos fueron evolucionando en función de la publicidad que se debía insertar y llegaron a convertirse en alguna ocasión en 24 páginas, saltando también a la portada de huecograbado color del correspondiente cuaderno e incorporando a un ilustrador gráfico de gran impacto y creatividad por su capacidad de síntesis de los temas científicos, Fernando Krahn, cuyas aportaciones fueron decisivas para hacer más atractiva la sección. Todo esto, unido a que se publicaban el día de mayor difusión del diario, convirtieron a este suplemento más o menos desestructurado –dependía siempre de la publicidad que debía absorber– en muy popular entre los lectores y demostró que una oferta informativa completamente nueva de calidad y mantenida domingo tras domingo acababa creando una demanda entre los lectores.
En noviembre de 1987, al ser nombrado director Juan Tapia, Vladimir de Semir se convierte en coordinador de Ciencia y Suplementos de La Vanguardia, adquiriendo así la temática científica por primera vez rango de sección propia en un diario español. El nuevo director completó la segunda etapa de reconversión tecnológica del diario, que se había iniciado con el equipo anterior, y en el año 1988, cuando se estaba decidiendo cómo sería el nuevo diario resultante, una encuesta interna de la empresa entre los lectores y suscriptores reveló que la sección de Ciencia era una de las más apreciadas por el público fiel al diario. La oferta mantenida consolidaba una demanda por parte del público lector.
Esta segunda etapa del cambio tecnológico de La Vanguardia implicó la compra de una nueva rotativa que podía imprimir también en color y se procedió al rediseño del diario, para lo que se contrató a uno de los expertos mundiales más conocidos: Milton Glaser, el norteamericano "inventor" del I LOVE NY. Glaser y su equipo prepararon la nueva maqueta de La Vanguardia e introdujeron el concepto que había significado en su día la recuperación espectacular de las ventas de The New York Times en los años 70 tras una seria crisis de lectores: dotar al diario de un suplemento diferente cada día de la semana para segmentar una nueva oferta informativa con el fin de atraer y fidelizar nuevo público potencial. Así se creó el 14 de noviembre de 1978 el suplemento Science Times y así nacieron aquellas 4 precursoras páginas de 1982 que se convirtieron en el embrión del nuevo suplemento Ciencia y Tecnología de La Vanguardia que empezó a publicarse los sábados a partir del 7 de octubre de 1989.
La decisión de la empresa fue que Ciencia y Tecnología se convirtiera en el suplemento estrella, junto al magacín dominical, para consolidar y si era posible aumentar las ventas de los sábados, segundo día en audiencia del diario. En aquella época, los grupos editores de diarios competían por mejorar y ampliar al máximo su oferta de contenidos, estrategia en la que se basaba la búsqueda de nuevos lectores y la fidelización de los existentes ante nuevas competencias. El suplemento Ciencia y Tecnología tenía el formato de cuaderno o revista independiente –otros iban en el cuerpo general del diario– a todo color con 16 páginas. Como resultado de esta introducción de un nuevo diseño y oferta de suplementos diarios también se creó el suplemento de Salud y Calidad de Vida, que se comenzó a publicar el 4 de octubre de 1989 todos los miércoles en las páginas interiores y centrales del diario, con un total de ocho páginas.
El 7 de septiembre de 1990, dado el éxito que había alcanzado el suplemento de Ciencia y Tecnología, se decidió que el otro suplemento –que pasó a llamarse Medicina y Calidad de Vida– también fuera a todo color, pasara de las ocho páginas iniciales a un total de 12 y se ofreciera al lector como un cuaderno individual encartado en el diario, igual que en el caso previo de Ciencia. El responsable de su contenido era el doctor Antonio Salgado, que se había incorporado como colaborador de Lluís Daufí el 31 de octubre de 1982, en la primera etapa de las páginas monográficas semanales de Ciencia y Medicina, hasta que en 1987 se hizo cargo del área médica siguiendo la larga tradición de médicos colaboradores de La Vanguardia, siempre bajo la supervisión de Vladimir de Semir como responsable máximo de estas páginas.
Esta oferta de dos suplementos en forma de revista se mantuvo hasta que el 4 de marzo de 1995 se fusionaron en forma de una revista que pasó a llamarse Ciencia y Vida que se encartaba con el diario todos los sábados. Su vida fue relativamente corta ya que sólo perduró hasta el 24 de febrero de 1996 en que pasó a editarse de nuevo en el diario con el nombre Ciencia y Salud, perdiendo buena parte de sus características (un papel especial y a todo color.) El responsable de su edición en esta última época fue el periodista científico Lluís Reales, que se había formado en el equipo de suplementos que dirigió Vladimir de Semir desde 1987 hasta 1996. Vladimir de Semir siguió colaborando con sus habituales artículos semanales, para implicarse también desde principios de 1996 en nuevos proyectos editoriales del Grupo Godó.
Las razones de estos cambios, a pesar del éxito y audiencia que la ciencia y la medicina tenía entre los lectores, se debieron a nuevos criterios empresariales aparecidos en el Grupo Godó en la segunda parte de los años noventa y al gradual encarecimiento del papel prensa que aconsejó recortes presupuestarios. Finalmente, el 19 de julio de 1997 el suplemento de Ciencia y Salud dejó de editarse sin que los lectores recibieran explicación alguna. Tres años después el defensor del lector de La Vanguardia todavía recibía cartas de los lectores preguntando sobre el suplemento de Ciencia y las razones de su no publicación.

## Actividad universitaria
En 1992, el periodista Josep Maria Casasús fundó los Estudios de Periodismo de la Universidad Pompeu Fabra de los que fue primer decano. Casasús estaba vinculado al Grupo Godó y fue miembro del equipo de Dirección de Francesc Noy junto a Vladimir de Semir. Buen conocedor, por una parte, de las tendencias mundiales del periodismo y, por otra, de la labor de impulso del periodismo científico que se realizaba en su propio periódico, Casasús propuso a Vladimir de Semir que se incorporara a la universidad como profesor asociado de Periodismo Científico, asignatura que comenzó a impartir en el curso 1993-1994. La experiencia acumulada en el área de ciencia y medicina de La Vanguardia y la estrecha relación con el mundo de la investigación científica hizo que fructificasen rápidamente otras singulares iniciativas en el mundo académico.
En el curso 1994-1995 se puso en marcha un máster en Comunicación Científica, Médica y Ambiental en el Instituto de Educación Continua de la Universidad Pompeu Fabra dirigido por Vladimir de Semir, que contó desde el principio con una importante ayuda en forma de becas de la empresa Sandoz (hoy Novartis). Un máster que se ha consolidado internacionalmente, que ha sido la base de otros cursos y seminarios especializados y que le ha valido a Vladimir de Semir un reconocimiento nacional e internacional. En la misma época, Vladimir de Semir impulsó la creación del Observatorio de la Comunicación Científica, que se materializó gracias a un acuerdo entre el entonces rector de la Universidad Pompeu Fabra, Enric Argullol, y el conseller de Educación y Universidades de la Generalidad de Cataluña, Josep Laporte. El Observatorio se ha convertido en un referente del análsiis y docencia del periodismo y comunicación científicos y, en general, del impulso de la divulgación científica, tanto en el contexto académico como en el de la cultura científica pública. Vladimir de Semir continuó durante todo este tiempo con su labor como periodista y divulgador científico, compaginando su labor profesional con la académica, como sigue realizando en la actualidad.

## Actividad política
En 1999 Vladimir de Semir fue invitado por Joan Clos, alcalde de Barcelona, a integrarse en calidad de independiente en la lista electoral del Partit dels Socialistes de Catalunya en las elecciones municipales, convirtiéndose en junio de 1999 en Concejal de Ciudad del Conocimiento en el Ayuntamiento de Barcelona. La propuesta del alcalde Clos suponía la creación de una nueva área de actuación destinada a impulsar transversalmente la adaptación de la ciudad a la sociedad del conocimiento. Durante el mandato 1999-2003 se pusieron en marcha, entre otros, el proyecto urbanístico del distrito 22@ para la transformación de la zona industrial de distrito de Pueblo Nuevo de Barcelona, se sentaron las bases para la creación del Parque de Investigación Biomédica de Barcelona y del Campus Universitario de Levante y la organización del Fórum de las Culturas 2004. Vladimir de Semir colaboró estrechamente en todos estos proyectos, siempre en el contexto de dar máxima visibilidad al mundo universitario y proyectar Barcelona como ciudad de ciencias. Por primera vez en la historia, el pleno municipal de Barcelona abordó medidas de gobierno destinadas a consolidar el fomento las ciencias en la sociedad, a colaborar con la Comisión Europea en su Plan de Acción Ciencia y Sociedad y se realizó un amplio programa de divulgación y “agitación cultural” científicas desde el Gobierno municipal. En el siguiente mandato 2003-2007, Vladimir de Semir siguió con este proyecto en calidad de Comisionado de la Alcaldía para la Difusión y Promoción de la Cultura Científica, adscrito al Instituto de Cultura de Barcelona. Durante este mandato, el comisionado impulsó el programa La Ciudad por la Ciencia (2004-2007) por indicación del concejal de Cultura de la época, Ferran Mascarell, iniciativa que sentó las bases para la consolidación en este instituto municipal de una línea específica destinada a la promoción y diseminación de la cultura científica “Barcelona Ciencia”, integrándola en el Plan Estratégico del Sector Cultural de Barcelona. La primera acción relevante fue declarar 2007 como Año de la Ciencia en Barcelona, que sirvió también para impulsar un Año de la Ciencia en toda España.

## Proyección internacional
Esta actividad periodística, divulgativa, académica y política tuvo también una notable proyección internacional. En 1994 Vladimir de Semir se vinculó con la red mundial Public Communication of Science and Technology (PCST), de la que fue miembro del comité ejecutivo (2000-2006) y director (2002-2004). Hoy es miembro honorario vitalicio de la red, distinción con la que la organización destaca a personas que han realizado “una contribución relevante a la comunidad internacional de la comunicación científica”. En 2004 organizó la 8th International Conference of PCST en el marco del Forum Universal de las Culturas de Barcelona con el lema “Scientific Knowledge and Cultural Diversity”.
Entre 1999 y 2003 formó parte del proyecto europeo European Network of Science Communication Teachers (ENSCOT), que posteriormente creó la organización de los European Science Communication Workshops (ESCONET), que impartió seminarios originales de formación en comunicación a investigadores y científicos europeos entre los años 2005 y 2011.
Ha formado parte del grupo de expertos de la Comisión Europea para el Benchmarking the Promotion of RTD culture and Public Understanding of Science (2001-2002) y para Monitoring Policy and Research Activities on Science and Society (2008-2009)
Entre 2006 y 2008 dirigió el proyecto europeo  ESCITY (Europe Science and the City: Promoting Science Culture at local level), una iniciativa destinada a crear el núcleo de una red de intercambio de información y mejores prácticas en el ámbito de la promoción de la cultura científica, con dos características particulares: centrarse en la acción local y regional y establecer estrategias que sitúen la promoción de la cultura científica bajo el paraguas de las políticas culturales, iniciativa que tuvo continuidad con otros proyectos europeos como por ejemplo PLACES (Platform of Local Authorities and Communicators Engaged in Science).
Por invitación de Dominque Lecourt, profesor de filosofía de la Ciencia de la Universidad Denis Diderot de París, fue miembro durante dos mandatos (2005-2009 y 2009-2013) del Comité consultative de déontologie et d’éthique del Institut de Recherche pour le Dévelopement (CCDE - IRD). Entre otras publicaciones relevantes del comité en este período figuran Éthique de l’information scientifique dans les pays du Sud y Guide des bonnes pratiques de la recherche pour le développement.

## Media for Science Forum y Campus Gutenberg
En mayo de 2010, el OCC formó parte del comité científico del Media for Science Forum que organizó la Fundación Española para la Ciencia y la Tecnología (FECYT) con al colaboración de la Comisión Europea, en el marco de al Presidencia Española de Europa. En el Media for Science Forum unos 300 expertos abordaron en la Casa Encendida de Madrid temas estratégicos sobre la comunicación de la ciencia y su dimensión económica, social y cultural en la transición a la sociedad del conocimiento. También sirvió para poner en evidencia y actualizar la función esencial que el periodismo científico desempeña para informar y formar al público sobre los avances científicos y sus aplicaciones sociales, al tiempo que afronta retos sin precedentes además de oportunidades, gracias a las nuevas tecnologías. Por encargo de la FECYT, el director del OCC, Vladimir de Semir, fue el responsable de la redacción y edición del documento central del congreso: Meta-Analysis: Science Communication & Science Journalism, que sirvió para contextualizar los temas y plantear los debates del Media for Science Forum.
En septiembre de 2011, en el marco del máster en Comunicación Científica IDEC-UPF y con la colaboración de la sección de Ciencia e Investigación de la Obra Social La Caixa, Vladimir de Semir crea el Campus Gutenberg, una escuela de verano - se celebra siempre a mediados de septiembre en el Museo de la Ciencia CosmoCaixa de Barcelona - dedicada a la comunicación y a la cultura científica. El Campus Gutenberg se ha convertido en un punto de encuentro anual desde entonces de todos los que trabajan en el ámbito de la comunicación y la divulgación de las ciencias; al mismo tiempo que es una excelente plataforma para dar a conocer las actividades que se desarrollan en este sector a las nuevas generaciones de profesionales y, en general, al amplio público interesado por la divulgación científica. Se ha consolidado así, un espacio abierto que muestra los diversos canales y formatos que se utilizan para impulsar el periodismo, la comunicación, la cultura y la divulgación científica desde todos los ámbitos, así como para reflexionar en torno a los cambios que se están produciendo y las nuevas estrategias a seguir.

## Monografías y Artículos
- Informar sobre ciencia y medicina en el convulso sistema comunicativo (en: La investigación en comunicación sobre medicamentos y salud) - Monografías Fundación Dr Antonio Esteve, 2024
- El discurso de la comunicación pública de la ciencia en Estudios del Discurso / The Routledge Handbook of Spanish Language Discourse Studies  (Capítulo 25 con Gema Revuelta y Luisa Barbosa-Gómez) - Routledge Ed. 2022
- Spain: Evolution and professionalisation of science communication in Communicating Science, a global perspective (Chapter 34 with Gema Revuelta and Carolina Llorente) - ANU Press, 2020
- Un contagio crónico de la ilusión por explicar el saber (en: Instrucciones para contagiar la ciencia) - Editorial Universidad de Guadalajara (México), 2016
- La responsabilidad de los medios de comunicación en la divulgación de las ciencias - Educación Médica 17(Supl.2) 51-55, 2016
- Protagonistas y públicos de la comunicación científica - Luciérnaga Comunicación, 2015
- Ética de la Comunicación institucional y corporativa - Fundación Víctor Grífols i Lucas, 2014
- Periodismo biomédico en la era 2.0 - Fundación Dr. Antonio Esteve, diciembre de 2012
- Challenging the Future of Science in Society - Comisión Europea, septiembre de 2009
- Celebrar la Ciencia: 2007 Año de la Ciencia - Quark 39-40, abril de 2008
- Memòria Barcelona Ciència 2007 - Instituto de Cultura de Barcelona, marzo de 2008
- La ciencia en los medios de comunicación: 25 años de contribuciones de Vladimir de Semir - Fundación Dr. Antonio Esteve, octubre de 2007
- Bulimia comunicativa o información crítica - Annals de Medicina, 2007
- La science dans le supermarché de l’information - Les Cahiers du Journalisme, 2006
- Benchmarking the Promotion of RTD culture and Public Understanding of Science] - Comisión Europea, julio de 2002
- Periodismo científico, un discurso a la deriva - Discurso y Sociedad, 2000
- Scientific journalism: Problems and perspectives - International Microbiology, 2000
- Barcelona, ciudad del conocimiento . Nueva Revista de política, arte y cultura,  2000
- Medicina y Medios de Comunicación - Fundación Dr. Antonio Esteve, 1997
- What is newsworthy? - The Lancet, 1996
- Periodismo científico: un simposio internacional - Fundación Dr. Antonio Esteve, 1991

## Libros
- De la linotipa al ordenador. Crónica biográfica de 40 años de periodismo - Editorial UOC, 2018
- Periodistas científicos. Corresponsales en el mundo de la investigación y el conocimiento (en colaboración con la Dra. Gema Revuelta) - Editorial UOC, 2017
- La divulgación científica - Editorial UOC, 2016
- Decir la ciencia. Divulgación y periodismo, de Galileo a Twitter - Colección "Periodismo Activo", Publicacions i Edicions Universitat de Barcelona,2015
- Metanálisis: Comunicación Científica y Periodismo Científico. FECYT, 2011
- La ética, esencia de la comunicación científica y médica, Fundació Víctor Grífols i Lucas, 2010
- Science Communication & Science Journalism, FECYT, 2010
- Medicina y Salud en la prensa diaria (coautora Gemma Revuelta), Observatorio de la Comunicación Científica-UPF, 2008
- Salvar la flora y la fauna - Colección "Comprender la Naturaleza", Edibook, 1993

## Distinciones
- En 1982, el Premio Ciutat de Barcelona de Periodismo fue concedido a la sección de Política Catalana de La Vanguardia, que dirigía Margarita Sáenz Díez y del que formaba parte Vladimir de Semir, junto a J. R. González Cabezas y Albert Viladot.
- El primer Premio Boehringer al Periodismo en Medicina fue otorgado en 1988 a Vladimir de Semir y al doctor Antonio Salgado por su labor conjunta en la divulgación de la medicina y de la salud en las páginas de La Vanguardia.
- En 1989, el I Premio Pica d'Estats - que convoca anualmente desde entonces el Patronato de Turismo de la Diputación de Lérida - fue concedido a Vladimir de Semir por un reportaje aparecido en el Magacín de La Vanguardia
- En 1993, el Consejo Superior de Investigaciones Científicas otorgó a La Vanguardia el premio institucional de Periodismo Científico por la publicación del suplemento de Ciencia y Tecnología, que creó y dirigió Vladimir de Semir
- En 1994, el Consejo Superior de Investigaciones Científicas otorgó también a Vladimir de Semir el Premio CSIC de Periodismo Científico “por su extraordinaria labor realizada durante 1993 y años anteriores al frente de los suplementos de Ciencia y Tecnología y de Medicina y Calidad de Vida del periódico La Vanguardia, así como por su contribución a la formación de periodistas científicos en la Universidad Pompeu Fabra y sus actividades relacionadas con el estímulo de la cultura científica”.
- La Generalidad de Cataluña, por mediación de su dirección general de Energía, concedió en 1994 el Premio "Ahorro de Energía" a Vladimir de Semir por "la línea editorial del suplemento Ciencia y Tecnología de La Vanguardia en favor de una filosofía de ahorro energético y la difusión de alternativas energéticas".
- En 1996, la Guardia Urbana de Barcelona concede un galardón a Vladimir de Semir, entonces director del diario Eco 24 horas, por su labor cívica e impulso de la información ciudadana al frente de este diario local y popular que editó el Grupo Godó.
- El 27 de noviembre de 2007, Vladimir de Semir fue nombrado "colegiado de honor" del Colegio Oficial de Químicos de Cataluña por "la labor realizada durante su trayectoria profesional en favor de la cultura científica".
- En noviembre de 2024, Vladimir de Semir y Gema Revuelta reciben el premio Prisma Especial del Jurado por los 30 años del máster en Comunicación Científica, Médica y Ambiental de la UPF-BSM